# Der Phoenix und die Turteltaube
Der Phoenix und die Turteltaube (englisch The Phoenix and the Turtle) ist ein Klagegedicht von William Shakespeare.
Das Werk erschien erstmals 1601 in der Anthologie Love’s Martyr or Rosaline’s Complaint, welche von Robert Chester herausgegeben wurde. Als Autor der Anthologie war das Pseudonym Torquato Caeliano angegeben. In Wirklichkeit waren neben Shakespeare auch John Marston und George Chapman beteiligt. Durch das Verwenden eines ausländischen und falschen Namens versuchten die Autoren, die Zensoren des Erzbischofs John Whitgift zu täuschen, was aber misslang.